# 拉特朗教宗十字獎章
拉特朗教宗十字獎章（英語：Papal Lateran Cross）為天主教會的一個獎章，現已停止頒發。獎章於1903年由教宗利奧十三世設立。

## 歷史
1903年2月18日，教宗利奧十三世授權設立拉特朗教宗十字獎章。獎章取名於位於羅馬的拉特朗聖若望大教堂，設立初期是嘉許為翻新拉特朗聖若望大教堂而捐款的人。

## 外貌
獎章為一個四邊等長的十字架，獎章正面的右臂刻有聖史若望的圖案，左臂刻有聖若望洗者，上臂刻有聖伯多祿，而下臂則刻有聖保祿。十字架中央部分刻有基督的肖像。獎章背面每臂則刻有正面對應聖人的拉丁語名字，中央則刻有代表基督的英文字母「P」和「X」。十字架上同時有一個寫有「Sacrosancta lateranensis ecclesia - omnium urbis et orbis ecclesiarum mater et caput」的圓章，圓章由月桂花環包圍，上方有一個教宗徽號。歷史上獎章亦經過數次變化，例如第一次世界大戰期間所頒發的獎章上的十字架外沒有連結各臂的圓圈，而十字架上方亦沒有圓章。獎章絲帶的底色為紅色，兩邊各有一條淺藍色的直條，章略跟絲帶的顏色設計是一樣的。

## 獲獎的著名人士
- 美軍少校馬克斯·科沃（義大利語：Max Corvo）[5]
- 美軍少將威廉·約瑟夫·多諾萬（英语：William J. Donovan）[6]
- 墨西哥歷史學家里卡多·蘭開斯特·瓊斯·維雷亞（英语：Ricardo Lancaster-Jones y Verea）[7]
- 奧地利作家沃爾夫岡·梅耶-科尼格（德语：Wolfgang Mayer König），1993年獲獎[8]
- 烏拉圭和阿根廷籍作家康斯坦西奧·卡洛斯·維吉爾（英语：Constancio C. Vigil）[9]

## 資料來源
1. ↑  . Antiques A to Z.   [2017-04-29]. （原始内容存档于2017-03-16） （英语）.
2. 1 2 3  Jörg C. Steiner. . www.ordenskunde.info.   [2017-04-29]. （原始内容存档于2016-03-05） （德语）.
3. ↑  . eMedals.   [2017-04-29]. （原始内容存档于2019-06-12） （英语）.
4. ↑  . Etsy.   [2017-04-29]. （原始内容存档于2019-04-16） （英语）.
5. ↑  William Weir. . Hartford Courant. 2005-01-30  [2017-04-30]. （原始内容存档于2016-03-03） （英语）.
6. ↑  Raquel Hendrickson. . Doughboy Centre.   [2017-04-30]. （原始内容存档于2016-08-03） （英语）.
7. ↑   Luis León de la Barra. . 1957: 第102頁 （英语）.
8. ↑  . Europa Publications. 2004: 第1047頁  [2017-04-30]. （原始内容存档于2019-06-05） （英语）.
9. ↑  . Prabook.   [2017-04-30]. （原始内容存档于2017-06-14） （英语）.